# Awala-Yalimapo
Awala-Yalimapo [awala jalimapo] est une commune française de Guyane, située à l’extrême nord-ouest de la Guyane, à plus de 60 km de Saint-Laurent-du-Maroni. Elle est traditionnellement et majoritairement habitée par les Kali'nas, peuple autochtone de Guyane.

## Histoire
La commune a été administrativement créée le 31 décembre 1988 par sa séparation de la commune de Mana, souhaitée par les populations Kali'nas des villages d’Aouara et des Hattes qui avait autrefois accueilli un camp dépendant du bagne de Saint-Laurent-du-Maroni, appelé camp des Hattes.
Dix ans après, en 1999, la population d'Awala-Yalimapo était estimée à 887 habitants, mais avec un taux d’accroissement de + 3,4 % par an. La population avait déjà augmenté de 1982 à 1990 à la suite des conflits armés du Suriname qui ont poussé des familles entières de la région d’Albina et de Galibi à s'établir en Guyane à Awala Yalimapo. En 2000, environ 60 % de la population a moins de vingt ans.
Un site funéraire autochtone a été découvert à la fin des années 1950. Des travaux archéologiques récents ont mis au jour de nouveaux artefacts.

## Géographie
Les communes limitrophes sont Mana.

### Localisation
À environ 22 kilomètres de Mana, à l'extrême nord-ouest de la Guyane française, la commune s'étend entre l'embouchure du fleuve Mana et du Maroni, peu avant l'estuaire du fleuve. Le territoire communal est délimité :
- au nord, par l'océan Atlantique ;
- à l'ouest, par le Maroni ;
- au sud par la crique Canard puis par une ligne s'étendant selon une direction sud-est rejoignant le CD 9 ;
- à l'est, par une ligne traversant la Pointe Isère puis le CD 22 et longeant ensuite le CD 9 jusqu'au lieu-dit Saint Antoine.

En rouge le territoire communal d'Awala-Yalimapo.

#### Communes limitrophes
Les communes limitrophes sont les suivantes :

### Hydrographie
La commune se trouve sur les rives du Maroni et de l'océan Atlantique.

### Climat
Le climat y est de type équatorial humide, type Af selon la classification de Köppen.

## Urbanisme

### Typologie
Awala-Yalimapo est une commune rurale, car elle fait partie des communes peu ou très peu denses, au sens de la grille communale de densité de l'Insee,,,.
La commune, bordée par l'océan Atlantique au nord et par le Maroni à l'ouest, est également une commune littorale au sens de la loi du 3 janvier 1986, dite loi littoral. Des dispositions spécifiques d’urbanisme s’y appliquent dès lors afin de préserver les espaces naturels, les sites, les paysages et l’équilibre écologique du littoral, par exemple le principe d'inconstructibilité, en dehors des espaces urbanisés, sur la bande littorale des 100 mètres, ou plus si le plan local d’urbanisme le prévoit,.

### Morphologie urbaine
La commune regroupe deux villages et un hameau amérindiens. Une communauté kali'na y vit.
- Awala, sur le littoral près de l'embouchure du Maroni et longeant la Mana.
- Yalimapo, au niveau de l'embouchure du Maroni.
- et le hameau de Possoly (crique coswine).

### Logement
En 2006, il y avait 324 logements à Awala-Yalimapo. Parmi ceux-ci 83,3 % sont des résidences principales, 8,3 % des résidences secondaires et enfin 8,3 % des logements sont vacants.
Évolution du nombre de logements par catégorie
|                                                | 1967 | 1974 | 1982 | 1990 | 1999 | 2006 |
| ---------------------------------------------- | ---- | ---- | ---- | ---- | ---- | ---- |
| Résidences principales                         | 60   | 76   | 73   | 112  | 176  | 270  |
| Résidences secondaires, logements occasionnels | 3    | 2    | 10   | 57   | 14   | 27   |
| Logements vacants                              | 28   | 0    | 34   | 7    | 13   | 27   |
| Total                                          | 91   | 78   | 117  | 176  | 204  | 324  |
| Sources des données : Insee                    |      |      |      |      |      |      |

De même, la même année, 91,5 % des personnes sont propriétaires et 4,8 % sont locataires.
Les logements se répartissent entre maison individuelle et appartement représentant respectivement 90,7 % et 0,6 %. Enfin le parc immobilier se compose de 28,5 % de 1 pièce, 22,6 % de 2 pièces, 20,0 % de 3 pièces, 14,1 % de 4 pièces et 14,8 % de 5 pièces ou plus.
Il est à noter que 13,3 % des logements sont des habitations de fortune, 1,5 % sont des cases traditionnelles et 27,8 % sont des maisons ou immeubles fait de bois. Enfin, seulement 5,2 % des logements ont le tout à l'égout, 1,5 % ont l'eau chaude et 44,8 % ont de l'électricité.

## Toponymie
Awala (awara) est un mot kali'na qui désigne un palmier (Astrocaryum vulgare) et, en français, le fruit de celui-ci.

## Politique et administration

### Tendances politiques
La commune a une tendance politique de gauche. En effet, l'actuel maire de Awala-Yalimapo, Jean Paul Ferreira, est élu sous l'étiquette divers gauche et ce depuis l'année 2001.

### Administration municipale
La commune a été créée par la volonté des habitants de garantir leurs droits territoriaux. L'espace foncier est géré conjointement par l'autorité communale et coutumière. L'autorité coutumière dispose d'un arrêté reconnaissant ses droits d'usages collectifs exclusifs.
Le chef  Michel Thérèse a été élu par la population de Awala. Le chef  Daniel William a été élu par la population de Yalimapo. Les conseils coutumiers bénéficient de l'appui des organisations mandatées et membres de la Fédération des Organisations Autochtones de Guyane-FOAG (membre pour la Guyane française de la COICA - Coordination des organisations autochtones du bassin amazonien).
Afin de trouver le consensus sur cette gestion partagée, une commission a été mise en place « la commission mixte commune-communauté » par la délibération no 51.01 du conseil municipal, le 26 juillet 2001.

### Liste des maires
| Période | Période                       | Identité           | Étiquette     | Qualité |
| ------- | ----------------------------- | ------------------ | ------------- | ------- |
| 2001    | En cours (au 24 octobre 2020) | Jean-Paul Ferreira | divers gauche |         |

## Population et société
Cette commune est peuplée majoritairement d'autochtones Kali'nas.

### Démographie
L'évolution du nombre d'habitants est connue à travers les recensements de la population effectués dans la commune depuis 1961, premier recensement postérieur à la départementalisation de 1946. À partir de 2006, les populations de référence des communes sont publiées annuellement par l'Insee. Le recensement repose désormais sur une collecte d'information annuelle, concernant successivement tous les territoires communaux au cours d'une période de cinq ans. Pour les communes de moins de 10 000 habitants, une enquête de recensement portant sur toute la population est réalisée tous les cinq ans, les populations de référence des années intermédiaires étant quant à elles estimées par interpolation ou extrapolation. Pour la commune, le premier recensement exhaustif entrant dans le cadre du nouveau dispositif a été réalisé en 2006.

En 2022, la commune comptait 1 549 habitants, en évolution de +12,33 % par rapport à 2016 (Guyane : +7,07 %, France hors Mayotte : +2,11 %).
| 1961 | 1967 | 1974 | 1982 | 1990 | 1999 | 2006  | 2011  | 2016  |
| ---- | ---- | ---- | ---- | ---- | ---- | ----- | ----- | ----- |
| 167  | 165  | 208  | 292  | 630  | 887  | 1 198 | 1 305 | 1 379 |

| 2021  | 2022  | - | - | - | - | - | - | - |
| ----- | ----- | - | - | - | - | - | - | - |
| 1 516 | 1 549 | - | - | - | - | - | - | - |

### Manifestations culturelles et festivités
La Journée du Manioc est organisée chaque année en mai.
Durant la période de juillet à août, se réalisent des manifestations de cérémonies traditionnelles : Omakano, Epekotono (cérémonie de levée de deuil). La culture reste très vivace et la langue régionale est largement pratiquée.
La commune organise des évènements de plus en plus fameux : festival kiyapane (juillet), jeux kali'na (décembre).
En 2005, Awala-Yalimapo a accueilli le 7e congrès de la Coordination des organisations autochtones du bassin amazonien (COICA).

### Enseignement
Il y a une école primaire sur le sol communal, nommée groupe scolaire Yamanale.
Pour continuer les études au collège, les élèves se rendent à Mana (collège Léo-Othily), à Saint-Laurent-du-Maroni ou à Mana pour aller au lycée.
En 2006, la population scolarisée comprenait, par tranche d'âge, 69,8 % des enfants de 2 à 5 ans, 96,2 % des enfants de 6 à 14 ans, 80,0 % des 15 et 17 ans, 17,8 % des 18 à 24 ans, 0 % des 25 à 29 ans et 1,0 % des plus de 30 ans.
Sur l'ensemble de la population non scolarisée, 1,9 % sont titulaires d'un CEP, 7,4 % du BEPC, 18,3 % du CAP ou du BEP, 4,2 % du BAC ou un équivalent, 1,7 % d'un BAC +2 et 1,4 % d'un diplôme de niveau supérieur. 65,2 % de cette population n'a pas de diplôme.

### Équipements culturels
- Le centre des arts et de la culture kal'ina
- Centre d'études et de protection des tortues marines à Yalimapo.
- Écomusée. Centre WWF : exposition sur les tortues marines, écloserie.

### Cultes
Église Sainte-Bernadette.

## Économie

### Emploi
|                | 2008   | 2013   | 2018   |
| -------------- | ------ | ------ | ------ |
| Commune        | 43,9 % | 44,4 % | 49,5 % |
| Département    | 18,4 % | 20,3 % | 21,2 % |
| France entière | 8,3 %  | 10 %   | 10 %   |

En 2018, la population âgée de 15 à 64 ans s'élève à 840 personnes, parmi lesquelles on compte 67,6 % d'actifs (18,1 % ayant un emploi et 49,5 % de chômeurs) et 32,4 % d'inactifs,. Depuis 2008, le taux de chômage communal (au sens du recensement) des 15-64 ans est supérieur à celui de la France et du département.
La commune est hors attraction des villes,. Elle compte 105 emplois en 2018, contre 74 en 2013 et 90 en 2008. Le nombre d'actifs ayant un emploi résidant dans la commune est de 154, soit un indicateur de concentration d'emploi de 68,5 % et un taux d'activité parmi les 15 ans ou plus de 61,9 %.
Sur ces 154 actifs de 15 ans ou plus ayant un emploi, 70 travaillent dans la commune, soit 45 % des habitants. Pour se rendre au travail, 61,3 % des habitants utilisent un véhicule personnel ou de fonction à quatre roues, 3,3 % les transports en commun, 29,3 % s'y rendent en deux-roues, à vélo ou à pied et 6 % n'ont pas besoin de transport (travail au domicile).

## Culture locale et patrimoine

### Lieux et monuments

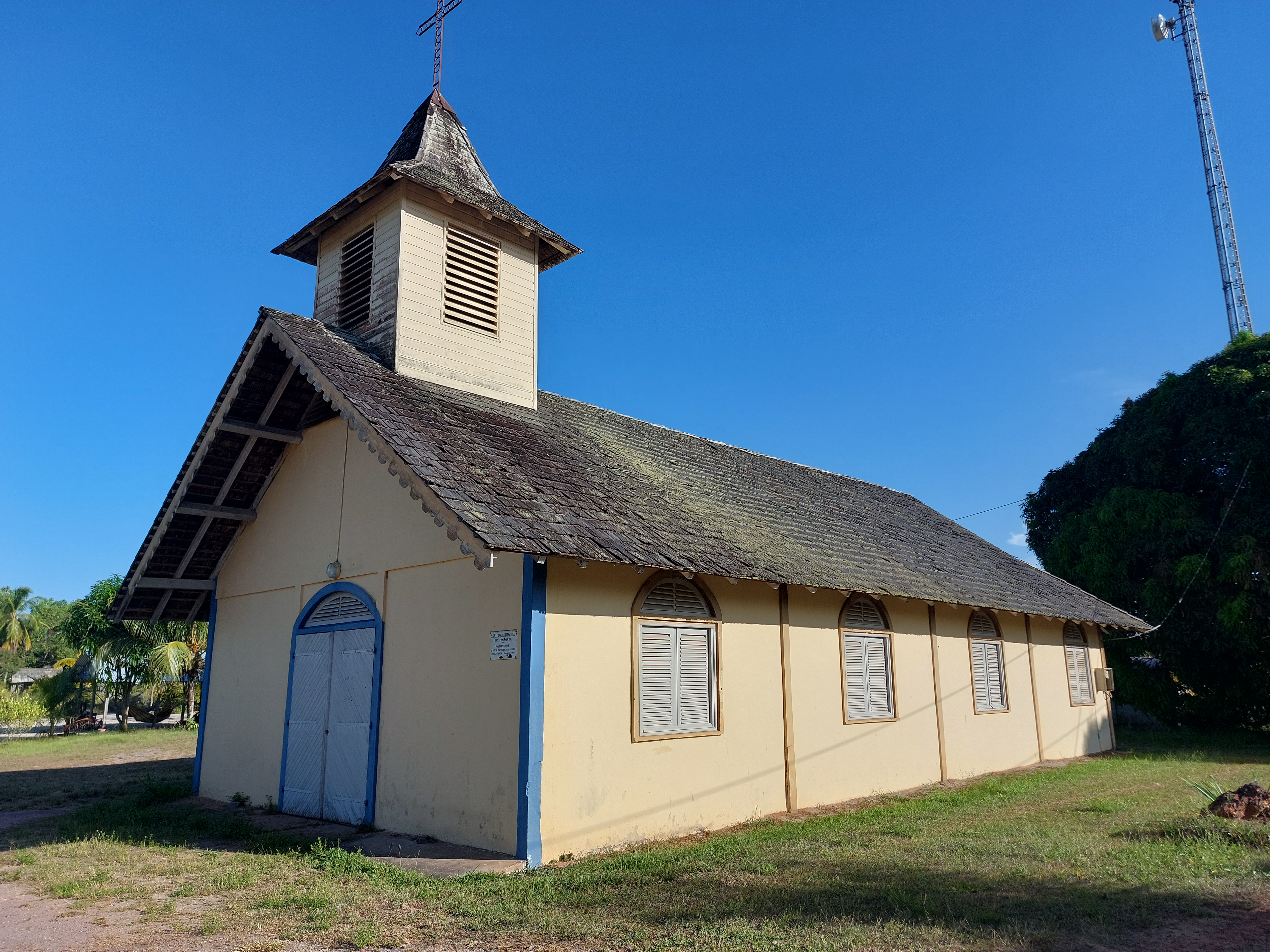
Église Sainte-Bernadette d'Awala.

- Ancien bâtiment datant de l'époque du bagne.
- Vestiges du bagne de la crique Coswine.
- Église Sainte-Bernadette d'Awala. L'église est dédiée à sainte Bernadette Soubirous.

### Patrimoine culturel

#### Artisanat kali'na
- Vannerie : yamatu (panier à couvercle).
- Mule (petit siège traditionnel), malaka (maraca), popiki (poupée), ankysa, petits animaux en terre cuite (kawana, tortue luth).

#### Gastronomie
- Cassave ou galette de manioc (alepa en langue kali'na).

### Patrimoine environnemental
Awala-Yalimapo est connu pour la plage de Yalimapo, naguère longue de 5 kilomètres, où des centaines de tortues luth venaient pondre. 
De février à juillet environ, les tortues vertes et (plus rarement) les tortues luths se succèdent pour venir y pondre. Ces dernières années, les pontes de tortues luths ont connues une baisse notable en raison de l'avancée majeure du trait de côte. Le site est protégé par la mise en place de la réserve naturelle nationale de l'Amana, mais le braconnage des tortues ou de leurs œufs, bien qu'il ait été réduit s'y poursuit, notamment par l'existence d'une demande. Les cas de  violence restent toutefois marginaux. La pêche illégale reste un danger pour les tortues marines.

## Pour approfondir